# Jelitai József
| Jelitai József                            | Jelitai József                                                                              |
| Kattints az alábbi külső linkek egyikére! | Kattints az alábbi külső linkek egyikére!                                                   |
| ----------------------------------------- | ------------------------------------------------------------------------------------------- |
| Nem található szabad kép.(?)              |                                                                                             |
| külső link · jogvédett                    | Jelitai (Woyciechowsky) József 1914-ben. Gyarmati Béla. História – Tudósnaptár.             |
| külső link · jogvédett                    | Jelitai (Woyciechowsky) József 1932-ben. Gyarmati Béla. História – Tudósnaptár.             |
| külső link · jogvédett                    | Jelitai (Woyciechowsky) József utolsófényképe, 1944. Gyarmati Béla. História – Tudósnaptár. |

Jelitai (Woyciechowsky) József (Budapest, 1889. december 5. – Budapest, 1944. október 2.) matematikatörténész, csillagászattörténész, gimnáziumi tanár, egyetemi magántanár.

## Származása
Lengyel nemesi családból származott. Eredeti családneve Woyciechowsky volt, amit csak 1934-ben változtatott meg. Édesapja Wojciechowsky Vilmos, erdélyi születésű budapesti banktisztviselő, édesanyja Nuridsán Mária, erdélyi örmény eredetű kereskedő-család leánya volt. Keresztszülei Lukács László pénzügyminiszteri tanácsos (a későbbi miniszter, majd miniszterelnök) és felesége voltak.

## Életpályája
1907-ben érettségizett Budapesten a Tavaszmező utcai Gimnáziumban. Egyetemi oklevelét 1912-ben a Budapesti Tudományegyetemen kapta meg. 1932-ben a Debreceni Egyetem bölcsészdoktora lett. 1938-ban a debreceni, majd 1942-ben a budapesti egyetem magántanára lett.
Tanári tevékenysége mellett számos értekezést írt a hazai matematika történetéről, közreműködött a két Bolyai hagyatékának feldolgozásában. Kézirati hagyatékát a Debreceni Kossuth Lajos Tudományegyetem könyvtára őrzi.
1941-től haláláig az óbudai Árpád Gimnáziumban tanított matematikát.

## Társadalmi szerepvállalása
A hivatalos megalakulás első fázisában a Csillagászati Szakosztály 1943. november 10-i intézőbizottsági ülésén intézőbizottsági tagjaként közreműködött a Természettudományi Társulat Műkedvelő Csillagászati Alosztályának létrehozásában.

## Halála
1944. október 2-án este légiriadó miatt le kellett szállnia a HÉV-ről a többi utassal együtt és gyalogosan folytatta útját. Ekkor pótszemüveget viselt, ami nem igazán volt alkalmas számára. Mivel hajlamos volt elmerülni gondolataiban, a síneken sétált hazafelé. A nagy ködben a HÉV vezetője későn fékezett és halálra gázolta a síneken gyalogoló tudóst.
Gyászjelentése szerint "dr. Jelitai József, a III. ker. állami gimnázium tanára, a Pázmány Péter Tudományegyetem magántanára" volt. A halotti anyakönyv szerint halálának oka "heveny elvérzés, vonatgázolás, öngyilkosság", ami Gyarmati Béla szerint nem igaz, ugyanis Jelitairól szóló publikációjában a következőt írja: "erre nem volt oka és pedáns egyéniségétől végtelenül távol állt volna a halálnak egy ilyen brutális módja."

## Emlékezete
Jelitai (Woyciechowsky) József eredetileg a Fiumei úti temetőben volt eltemetve, ahonnan hamvait Farkasrétre édesapjával és 1973-ban meghalt feleségével, dr. Lajos Máriával (valamint annak néhány rokonával) közös sírba helyezték át a Farkasréti temetőben (6/5-1-50/51).

## Kutatási területe
Főként a matematika, fizika és csillagászat 17–19. századi magyarországi történetével foglalkozott. Kutatta a matematikatörténet olyan kiváló személyiségeinek életét, mint Sipos Pál és a Bolyaiak. Figyelmet fordított a 18. századi magyar irodalom – főként Csokonai Vitéz Mihály – munkásságának matematika- és egyéb tudománytörténeti vonatkozásaira.
Számos értékes kézirat megtalálása is az ő nevéhez fűződik, így pl. ő találta meg – többek között – a Bolyai Jánosnak 48 éves korában a nagyszebeni katonai parancsnokság által kiadott útlevelet, a Bolyaiak haszonbérleti szerződését és Bolyai Farkas néhány addig ismeretlen levelét. Különösen értékesek szopori Nagy Károly matematikus-csillagász munkásságával kapcsolatos kutatásai.

## Főbb művei
- Sipos Pál élete és matematikai munkássága. Monográfia. Woyciechowsky József néven. (Közlemények a Debreceni Tudományegyetem Matematikai Szemináriumából. 6. Debrecen, 1932)
- Sipos Pál kézirata és a kochleoid. (Matematikai és Fizikai Lapok, 1934)
- Csokonai Vitéz Mihály a matematikáról. (Középiskolai Matematikai Lapok, 1934)
- Sipos-kéziratok a gyömrői Teleki-levéltárban. (Matematikai és Fizikai Lapok, 1935)
- Zur Geschichte der Mathematik in Ungarn (Archeion, 1936)
- Bernoulli Dániel és János egykorú Teleki-útinaplók és levelek tükrében. (Matematikai és Fizikai Lapok, 1936)
- Bolyai Farkas egy ismeretlen levele és az Institutum Pensionale Hungaricum. – Clairaut, La Condamine, d’Alembert és kortársaik egykorú Teleki-naplók tükrében. (Matematikai és Fizikai Lapok, 1937)
- Csernák László. (Debreceni Szemle, 1937)
- The History of Mathematics in Hungary before 1830. (National Mathematics Magazine, 1937)
- Bernoulli Dániel és Clairaut levelei Teleki József grófhoz. – Gauss- és Encke-levelek az országos levéltárban. (Matematikai és Természettudományi Értesítő, 1938)
- Bolyai Farkas arcképéhez. 1 táblával. (Matematikai és Fizikai Lapok, 1938)
- Csillagászati eszközök és adatok magyar szerző könyvében, 1563-ban. (Csillagászati Lapok, 1938)
- Levéltári adatok a csillagászat hazai történetéhez. (Csillagászati Lapok, 1938–1939; és külön: Bp., 1939)
- Bolyai János 1849. máj. 13-án kelt jelentéstervezete. – Önéletrajzi részletek Bolyai János Üdvtanában. (Matematikai és Természettudományi Értesítő, 1939)
- Adatok Gauss asztronómiai munkásságának jellemzéséhez. Idézetek kortársaihoz írt leveleiből. (Csillagászati Lapok, 1940)
- A két Bolyai domáldi haszonbér-szerződési tervezete. (Matematikai és Természettudományi Értesítő, 1940)
- Nagy Károly és bicskei csillagvizsgálója. – Karl Nagy und seine Sternwarte in Bicske. (Csillagászati Lapok, 1941; és külön: Bp., 1941)
- Csernák László. (A magyar matematika történetéből. Összeáll. Gazda István. Piliscsaba, 2000).